# Юніон (округ, Південна Кароліна)
Шаблон:StateAbbr_ 34°41′ пн. ш. 81°37′ зх. д. / 34.69° пн. ш. 81.62° зх. д.
Округ Юніон (англ. Union County) — округ (графство) у штаті Південна Кароліна, США. Ідентифікатор округу 45087.

## Історія
Округ утворений 1798 року.

## Демографія
За даними перепису
2000 року
загальне населення округу становило 29881 осіб, зокрема міського населення було 10790, а сільського — 19091.
Серед мешканців округу чоловіків було 14075, а жінок — 15806. В окрузі було 12087 домогосподарств, 8495 родин, які мешкали в 13351 будинках.
Середній розмір родини становив 2,93.
Віковий розподіл населення поданий у таблиці:
| Стать    | До 15 років | 15-21 | 22-29 | 30-39 | 40-49 | 50-65 | 65-85 | Понад 85 |
| -------- | ----------- | ----- | ----- | ----- | ----- | ----- | ----- | -------- |
| Чоловіки | 2950        | 1359  | 1347  | 1999  | 2200  | 2436  | 1660  | 124      |
| Жінки    | 2957        | 1307  | 1485  | 2192  | 2241  | 2738  | 2505  | 381      |

## Суміжні округи
- Черокі — північ
- Йорк — північний схід
- Честер — схід
- Ферфілд — південний схід
- Ньюбері — південь
- Лоренс — південний захід
- Спартанберг — північний захід

## Виноски
1. ↑  U.S. Decennial Census. United States Census Bureau. Процитовано 19 березня 2015.
2. ↑  Historical Census Browser. University of Virginia Library. Архів оригіналу за 11 серпня 2012. Процитовано 19 березня 2015.
3. ↑  Forstall, Richard L., ред. (27 березня 1995). Population of Counties by Decennial Census: 1900 to 1990. United States Census Bureau. Процитовано 19 березня 2015.
4. ↑  Census 2000 PHC-T-4. Ranking Tables for Counties: 1990 and 2000 (PDF). United States Census Bureau. 2 квітня 2001. Процитовано 19 березня 2015.
5. ↑  State & County QuickFacts. United States Census Bureau. Архів оригіналу за 6 червня 2011. Процитовано 25 листопада 2013. [Архівовано 2011-06-06 у Wayback Machine.](англ.) Наведено за англійською вікіпедією.
6. ↑  American FactFinder. Бюро перепису населення США. Архів оригіналу за 26 лютого 2012. Процитовано 31 січня 2008. [Архівовано 2008-05-21 у Wayback Machine.]

| США | Це незавершена стаття з географії США. Ви можете допомогти проєкту, виправивши або дописавши її. |